# Prosotas nanda
Prosotas nanda är en fjärilsart som beskrevs av De Nicéville 1895. Prosotas nanda ingår i släktet Prosotas och familjen juvelvingar. Inga underarter finns listade i Catalogue of Life.